# Achilles Müller
Achilles August Müller, auch Müller-Kober (* 3. Januar 1877 in Basel; † 24. Dezember 1964 ebenda; heimatberechtigt in Basel), war ein Schweizer Chirurg sowie Urologe.

## Leben

### Familie und Ausbildung
Der reformiert getaufte Achilles Müller, Sohn des Vizedirektors der Schweizerischen Nationalbank in Basel August Müller sowie dessen Ehegattin Elise geborene von Mechel, wandte sich nach dem Erwerb der eidgenössischen Maturität dem Studium der Medizin an der Eberhard Karls Universität Tübingen sowie der Universität Basel zu, dort legte er 1901 das Staatsexamen ab, 1902 wurde er zum Dr. med. promoviert. Im Anschluss absolvierte Achilles Müller die Facharztausbildungen zum Chirurgen sowie Urologen in Berlin, Paris und Wien. Achilles Müller vermählte sich am 17. September 1907 in Basel mit Theodora-Dorothea Marie Luise Kober (1879–1965). Er verstarb an Heiligabend des Jahres 1964 wenige Tage vor Vollendung seines 88. Lebensjahres in seiner Heimatstadt Basel.

### Beruflicher Werdegang
Achilles Müller bekleidete nach seiner Promotion eine Assistenzarztstelle an der Chirurgischen Klinik der Universität Basel. Nach Abschluss seiner Facharztausbildungen übernahm Müller im Jahr 1912 die Positionen eines Chirurgen sowie Urologen am Diakonissen-Spital in Riehen bei Basel. Der später zum Chefchirurgen beförderte Achilles Müller legte 1948 seine Ämter nieder. Parallel dazu führte Achilles Müller eine Urologische Praxis in Basel. Müller erwarb sich insbesondere Verdienste um seine 1924 beginnenden, drei Jahrzehnte andauernden zystoskopischen Untersuchungen Hunderter Werksangehöriger der chemischen Industrie und deren wissenschaftlicher Auswertung sowie um das Studium der Blasentumoren der Amin-Exponierten.
Achilles Müller hielt Mitgliedschaften in der Schweizerischen Gesellschaft für Chirurgie, der Schweizerischen Gesellschaft für Urologie, der Société Internationale d'Urologie sowie der Association Française d'Urologie inne.

## Schriften
- Hundert Fälle von Perityphlitis aus der Basler chirurgischen Klinik. Dissertation. L. Schumacher, Berlin 1902.
- Ueber Cystinurie und Cystinsteine. Perles, Wien 1911.
- Ueber Prostataatrophie: nach einem Vortrage. Basel 1914.
- Eingabe der Medizinischen Gesellschaft Basel an die tit. grossrätliche Kommission für die Revision des Schulgesetzes und den tit. Vorsteher des Erziehungsdepartements Basel betreffend die körperliche Erziehung in den Schulen. E. Birkhäuser, Basel 1924.
- In Memoriam Prof. L. Rütimeyer. Basel 1932.
- Verlust der linken Niere durch aufsteigende Venenthrombose. Schwabe, Basel 1943.
- Dr. Albert Lotz. Benno Schwabe, Basel 1953. (Sonderdruck aus: Schweizerische Medizinische Wochenschrift 83 (1953), Nr. 4, S. 85f.).